# Бене Капоста
Бене Капоста (мађ. Káposzta Benő; Будимпешта, 7. јун 1942 — 11. август 2025) био је мађарски фудбалер. Играо је за клуб Ујпешти Дожа као нападач. За фудбалску репрезентацију Мађарске одиграо је деветнаест утакмица. Капоста је најпознатији по игрању на Светском првенству у фудбалу 1966. године.

## Каријера

### Ујпешт Дожа
Као сениор фудбал је почео да игра у тиму Ујпешти Дожа, где је играо на позицији десног бека. У сезони 1959/60. је дебитовао је у првенству и са клубом је освојио шампионску титулу. У тој сезони је наступаио само на једном мечу. Од следеће сезоне постао је стабилан стартни играч. Са клубом је постао шестоструки шампион Мађарске, четири пута је освојио друго место и три пута треће место. Такође са Ујпештом је два пута постао освајач купа Мађарске у фудбалу. Био је члан тима који је играо у финалу купа сајамских градова 1969. када су у две утакмице изгубили од Њукасл јунајтеда (0 : 3 и 2 : 3). Активну каријеру завршио је у Ујпешту, где је постигао 7 голова у 272 првенствене утакмице.

### Репрезентација
Током каријере деветнаест пута се појавио у репрезентацији Мађарске. Био је члан тима који је путовао на Олимпијске игре у Токију 1964. године, али пошто није наступио ни у једном мечу, није освојио златну олимпијску медаљу. Играо је у репрезентацији на Светском првенству 1966. у Енглеској, укључујући и победничку утакмицу против Бразила.